# Lista de episódios de Just Deal
Abaixo segue uma lista de episódios de Just Deal.

## Primeira temporada
| #  | Título             | Exibição Original    |
| -- | ------------------ | -------------------- |
| 1  | Incoming           | 2000, 23 de Setembro |
| 2  | Homecoming         | 2000, 7 de Outubro   |
| 3  | State of Emergency | 2000, 14 de Outubro  |
| 4  | The Right Question | 2000, 21 de Outubro  |
| 5  | Totally Random     | 2000, 28 de Outubro  |
| 6  | One for the Road   | 2000, 11 de Novembro |
| 7  | The Tutor          | 2000, 18 de Novembro |
| 8  | Have Your Cake     | 2000, 25 de Novembro |
| 9  | Getting Inked      | 2000, 2 de Dezembro  |
| 10 | Joyride            | 2000, 9 de Dezembro  |
| 11 | With the Band      | 2000, 16 de Dezembro |
| 12 | Washed Up          | 2000, 23 de Dezembro |
| 13 | Uncovered          | 2000, 30 de Dezembro |

## Segunda temporada
| #  | Título          | Exibição Original    |
| -- | --------------- | -------------------- |
| 1  | Second Date     | 2001, 9 de Setembro  |
| 2  | Picture Day     | 2001, 22 de Setembro |
| 3  | Low Fidelity    | 2001, 29 de Setembro |
| 4  | School Prayer   | 2001, 6 de Outubro   |
| 5  | Painted Love    | 2001, 13 de Outubro  |
| 6  | The Perfect Mix | 2001, 20 de Outubro  |
| 7  | Home Sweet Home | 2001, 27 de Outubro  |
| 8  | Motel Hell      | 2001, 3 de Novembro  |
| 9  | Urban Legend    | 2001, 10 de Novembro |
| 10 | Women's Work    | 2001, 17 de Novembro |
| 11 | Under Suspicion | 2001, 24 de Novembro |
| 12 | Dojo Mojo       | 2001, 1 de Dezembro  |
| 13 | Passages        | 2001, 8 de Dezembro  |

## Terceira Temporada
| #  | Título                   | Exibição Original   |
| -- | ------------------------ | ------------------- |
| 1  | Flashback                | 2002, 4 de Maio     |
| 2  | Condomania               | 2002, 11 de Maio    |
| 3  | Up Too Latte             | 2002, 18 de Maio    |
| 4  | The Little Tramp         | 2002, 25 de Maio    |
| 5  | Dog Day Afternoon        | 2002, 1 de Junho    |
| 6  | Conscientious Objections | 2002, 8 de Junho    |
| 7  | Happy Medium             | 2002, 15 de Junho   |
| 8  | I Never                  | 2002, 22 de Junho   |
| 9  | Over the Net             | 2002, 29 de Junho   |
| 10 | Last Dance               | 2002, 13 de Julho   |
| 11 | Looking Back             | 2002, 20 de Julho   |
| 12 | Yearbook                 | 2002, 27 de Julho   |
| 13 | Animal House Rules       | 2002, 7 de Setembro |